# Jesenov Vrt
Jesenov Vrt je naselje u slovenskoj Općini Kostel. Jasenov Vrt se nalazi u pokrajini Dolenjskoj u statističkoj regiji Jugoistočna Slovenija. 

## Stanovništvo
Prema popisu stanovništva iz 2002. godine naselje nije imalo stanovnika.